# Blanche xứ Valois
Blanche xứ Valois (tiếng Pháp: Blanche de Valois, tên rửa tội là Marguerite; 1317–1348) là một vương hậu của Đức và Bohemia với tư cách là vợ đầu tiên của Vua Bohemia, Karl IV. Blanche không bao giờ được lên ngôi Hoàng hậu La Mã thần thánh do bà mất trước khi chồng bà lên ngôi vị hoàng đế. Bà là con gái của Charles, Bá tước xứ Valois, người sáng lập triều đại Valois của nước Pháp và người vợ thứ ba của Charles, Mahaut xứ Châtillon.

## Cuộc sống tuổi thơ
Blanche lớn lên tại triều đình Pháp của người anh họ Charles IV của Pháp, là cháu trai của cha bà. Blanche dành nhiều thời gian với vợ của Charles, Marie, người vợ kế của cha trong tương lai.
Một cuộc hôn nhân giữa Blanche và Charles, con trai cả của John xứ Bohemia được diễn ra, và hôn thú được ký vào năm 1323. Charles đã ở lại triều đình Pháp khi ông được cha mình phái đi học; ông đã được rửa tội với cái tên Wenceslaus nhưng đổi tên theo lễ đính hôn để tôn vinh vua Charles.
Tầm quan trọng trong vị trí địa vị của Blanche đã nâng lên khi Vua Charles IV qua đời mà không có người thừa kế nam và vì thế anh trai của Blanche đã thành công lên ngôi ngai vàng với tư cách là Philippe VI của Pháp. Philippe có con trai là người thừa kế Jean đã hứa hôn và sau đó kết hôn với chị gái của Karl IV, Jutta.